# Ossa epipubiche
Le ossa epipubiche sono un paio di ossa poste davanti alle ossa pelviche dei moderni marsupiali e della maggior parte dei mammiferi fossili non placentati: multitubercolati, monotremi e persino euteri basali (gli antenati dei mammiferi placentati; Novacek et al., 1997). Apparvero per la prima volta nei cinodonti non mammiferi come i tritilodontidi, suggerendo che siano una sinapomorfia tra loro e i mammaliaformi.
Solo i placentati, e forse alcuni tra i primi mammaliaformi come Megazostrodon ed Erythrotherium, ne sono privi (Lillegraven et al., 1979); nei tilacini e negli sparassodonti, le ossa epipubiche sembrano essere diventate principalmente cartilaginee e l'elemento osseo si è fortemente ridotto o è divenuto addirittura assente (Marshall, 1978). Il genere Trichosurus "imita" i placentali nello spostamento dei punti di inserzione dei muscoli ipoassiali dall'epipubico al bacino, perdendo i benefici respiratori, ma per il resto mantiene grandi ossa epipubiche (Reilly et al., 2010). Le ossa epipubiche mostrano dimorfismo sessuale per quanto riguarda le dimensioni (Nasoori, 2020).
Nei marsupiali moderni, le ossa epipubiche sono spesso chiamate "ossa marsupiali" perché sostengono la sacca della madre ("marsupio" in latino significa "sacca"), ma la loro presenza in altri gruppi di mammiferi indica che questa non era la loro funzione originale; alcuni ricercatori pensano che originariamente queste ossa aiutassero la locomozione, sostenendo alcuni dei muscoli che flettono la coscia (White, 1989).
Le ossa epipubiche furono descritte per la prima volta nel 1698 ma le loro funzioni sono rimaste parzialmente sconosciute. È stato suggerito che facciano parte di un collegamento cinetico che si estende dal femore da un lato fino alle costole dal lato opposto (Reilly e White, 2003). Questo collegamento è formato da una serie di muscoli: ogni osso epipubico è collegato al femore dal muscolo pettineo e alle costole e alle vertebre dal piramidale, dal retto addominale e dagli obliqui esterni e interni. Secondo questa ipotesi, le ossa epipubiche fungono da leve per irrigidire il tronco durante la locomozione e favorire la respirazione (Reilly et al., 2009). È stato suggerito che le ossa epipubiche possano limitare le andature asimmetriche, anche se questa ipotesi non sembra particolarmente valida (Schilling e Hackert, 2006).
I placentati sono l'unica linea evolutiva di mammiferi a cui mancano le ossa epipubiche, e questa assenza è stata considerata correlata allo sviluppo della placenta stessa; le ossa epipubiche irrigidiscono il torso, impedendo l'espansione necessaria per una gravidanza prolungata (Power e Schulkin, 2012). Ciò, tuttavia, a quanto pare non ha impedito di avere cucciolate molto numerose: il tritilodontide Kayentatherium è noto per aver dato alla luce 38 cuccioli non sviluppati, un numero considerevolmente più alto rispetto ai monotremi viventi o ai marsupiali (Hoffman e Rowe, 2018). Tuttavia, i resti dell'osso epipubico possono sopravvivere in una caratteristica comune nei placentati, il baculum (Szalay, 2006).